# Dark Bar
Pour plus de détails, voir Fiche technique et Distribution.
Dark Bar est un film italien réalisé par Stanley Florency (it), pseudonyme du réalisateur Stelio Fiorenza, sorti en 1989.

## Synopsis
Anna (Marina Suma), une jeune saxophoniste, enquête sur la disparition de sa sœur Elisabetta (Barbara Cupisti), une toxicomane, avec l'aide d'un ami (Richard Hatch). Ils se rendent au Dark Bar, le dernier endroit où Elisabetta a été vue et la retrouvent morte. Ils sont pris alors pris en chasse par trois tueurs qui tentent de les éliminer.

## Fiche technique
- Titre : Dark Bar
- Réalisation : Stanley Florency (it)
- Scénario : Stanley Florency (it)
- Photographie : Franco Delli Colli (it)
- Montage : Emanuele Foglietti
- Musique : Carlo Siliotto
- Production : Andrea Angioli, Remo Angioli, Robert Van Dalen
- Pays d'origine :  Italie
- Genre : Drame, thriller, giallo
- Date de sortie : 1989

## Distribution
- Marina Suma : Ann / Anna
- Richard Hatch : Marco / Mark
- Barbara Cupisti : Elisabetta / Elizabeth
- Alessandra Stordy : Wilma
- Patrizia Bettini: Stefania
- Vincenzo Regina : Griso
- Mauro Festa : un tueur
- Lea Martino: Enza
- Maurizio Panici : barman
- Olivia Cupisti : Lubka
- James Sampson : James
- Antonio Coppola
- Ermanno Nastri